# Ormiscodes cinnamomea
Ormiscodes cinnamomea är en fjärilsart som beskrevs av Joachim Francois Philiberto de Feisthamel 1839. Ormiscodes cinnamomea ingår i släktet Ormiscodes och familjen påfågelsspinnare. Inga underarter finns listade i Catalogue of Life.